# Phintella piatensis
Phintella piatensis  (лат.) — вид мелких пауков рода Phintella из семейства пауков-скакунчиков (Salticidae). Юго-Восточная Азия: Филиппины.

## Описание
Мелкие пауки-скакунчики образуют мирмекофильную ассоциацию с древесными муравьями-ткачами (Oecophylla smaragdina) для защиты от более опасных хищных пауков-плеваков (Scytodes, Scytodidae). Вид пауков Phintella piatensis в 90 % случаев обнаруживается рядом с муравьями и строит свои гнёзда неподалёку от муравейников, к которым не подходят другие пауки, благодаря чему скакунчики и спасаются от опасных хищников. Входы в паучье гнездо защищены от проникновения муравьёв закрывающимися дверками-занавесками из плотной паутины (паук сам их открывает и закрывает).
Вид Phintella piatensis был впервые описан в 1995 году филиппинскими арахнологами Альберто Баррионом (Alberto Barrion; Entomology Division, International Rice Research Institute, Манила, Филиппины) и Джеймсом Литсингером (James Litsinger). Таксон P. piatensis включён в состав рода Phintella Strand, in Bösenberg & Strand, 1906 (вместе с таксонами P. abnormis (Bösenberg & Strand, 1906), P. accentifera (Simon, 1901), P. aequipes (Peckham & Peckham, 1903), P. africana Wesolowska & Tomasiewicz, 2008, P. assamica Prószyński, 1992, и другими).